# Kevin Geudens
Kevin Geudens (Geel, 2 december 1980) is een Belgische voetballer die onder contract staat bij Blauwvoet Oevel.
Geudens is een Kempenzoon en spendeerde de eerste 17 jaar van zijn voetbalcarrière in zijn geboortestreek (bij Blauwvoet Oevel, Geel, Meerhout en Dessel). Pas toen hij 25 was, tekende hij zijn eerste profcontract, bij KV Mechelen. Het was meteen raak: datzelfde seizoen speelde Malinwa kampioen in tweede klasse, en als gevolg daarvan mag Geudens tijdens het seizoen 2007-08 voor het eerst in de eerste klasse aantreden.
Op de tweede speeldag van het seizoen 2008-09 scoorde hij de openingsgoal op het veld van Moeskroen maar brak 10 minuten later zijn scheenbeen na een onschuldig contact met een tegenstander. Pas op de 15de speeldag van het seizoen erop (2009-2010) is Kevin terug fit, en zit hij in de kern voor de uitwedstrijd op Zulte-Waregem. Op 20 minuten voor het einde mocht hij invallen en staat zo dus na meer als een jaar terug op de velden.
Na het seizoen 2011-12 werd zijn contract bij KV Mechelen niet verlengd en werd gezegd een nieuwe club te zoeken. Daardoor was er interesse van het pas gedegradeerde KVC Westerlo en tekende hij daar een contract.
In 2015 tekende Geudens een contract bij Beerschot - Wilrijk die toen uitkwamen in de derde klasse B.

## Statistieken
| Seizoen         | Club                   | Competitie        | Competitie | Competitie | Play-offs | Play-offs | Beker | Beker | Totaal | Totaal |
| Seizoen         | Club                   | Competitie        | Wed.       | Dlp.       | Wed.      | Dlp.      | Wed.  | Dlp.  | Wed.   | Dlp.   |
| --------------- | ---------------------- | ----------------- | ---------- | ---------- | --------- | --------- | ----- | ----- | ------ | ------ |
| 2001-2002       | Verbroedering Meerhout | Derde klasse      | 26         | 2          | nvt       | nvt       | 0     | 0     | 26     | 2      |
| 2002-2003       | Verbroedering Meerhout | Derde klasse      | 28         | 4          | nvt       | nvt       | 0     | 0     | 28     | 4      |
| 2003-2004       | KFC Dessel Sport       | Tweede klasse     | 30         | 4          | nvt       | nvt       | 0     | 0     | 30     | 4      |
| 2004-2005       | KFC Dessel Sport       | Tweede klasse     | 29         | 4          | nvt       | nvt       | 0     | 0     | 29     | 4      |
| 2005-2006       | KFC Verbroedering Geel | Tweede klasse     | 25         | 2          | nvt       | nvt       | 1     | 0     | 26     | 2      |
| 2006-2007       | KV Mechelen            | Tweede klasse     | 20         | 2          | nvt       | nvt       | 2     | 0     | 22     | 2      |
| 2007-2008       | KV Mechelen            | Eerste klasse     | 31         | 3          | nvt       | nvt       | 1     | 0     | 32     | 3      |
| 2008-2009       | KV Mechelen            | Eerste klasse     | 2          | 1          | nvt       | nvt       | 0     | 0     | 2      | 1      |
| 2009-2010       | KV Mechelen            | Eerste klasse     | 13         | 0          | 4         | 0         | 3     | 1     | 20     | 1      |
| 2010-2011       | KV Mechelen            | Eerste klasse     | 26         | 2          | 3         | 1         | 3     | 1     | 32     | 4      |
| 2011-2012       | KV Mechelen            | Eerste klasse     | 3          | 0          | 1         | 0         | 0     | 0     | 4      | 0      |
| 2012-2013       | KVC Westerlo           | Tweede klasse     | 30         | 3          | 6         | 0         | 3     | 0     | 39     | 3      |
| 2013-2014       | KVC Westerlo           | Tweede klasse     | 31         | 3          | 0         | 0         | 4     | 0     | 35     | 3      |
| 2014-2015       | KVC Westerlo           | Eerste klasse     | 33         | 3          | 0         | 0         | 4     | 1     | 37     | 4      |
| 2015-2016       | Beerschot Wilrijk      | Derde klasse B    | 26         | 8          | 0         | 0         | 0     | 0     | 26     | 8      |
| 2016-2017       | Beerschot Wilrijk      | Eerste klasse am. | 23         | 4          | 0         | 0         | 1     | 0     | 24     | 4      |
| Carrière totaal | Carrière totaal        | Carrière totaal   | 363        | 42         | 14        | 1         | 19    | 2     | 396    | 79     |

## Erelijst
- FCO Beerschot-Wilrijk, Kampioen Derde Klasse B, 2015/16